# Gheorghe Mardare
Gheorghe Mardare (n. 1 mai 1946 Miclești, Criuleni) este un plastician, critic și cercetător de arte, pedagog și publicist moldovean.

## Studii
1980- absolvirea facultății de Istoria și Teoria Artelor plastice a Academiei de Arte din Sankt- Petesburg. Tema de licenție: Operele monumentale ale sculptorului contemporan italian Giacomo Manzu. ( Evoluția concepției stilistice ) 110 p., Ilustrații.
1994-1996. Colaborator științific și șef al Sectorului de artă decorativă, arhitectură și design
```
          al Institutului de Istoria și Teoria Artei a Academiei de Științe din Rep. Moldova.
```

1991, martie- susținerea tezei de doctorat la tema: „ Aspecte de bază a morfologiei stilistice a
```
       decorului ornamental din covoarele vechi românești basarabene 
       ( Sec.XVIII încep.sec.XX)” v.v. I (180 p.); II (58 p.); III (279 ilustrații). 
```

1980- 1993. Lector superior și docent la Universitatea de Arte Plastice și la Universitatea
```
                   Pedagogică  I.Creangă din or.Chișinău.
```

1977-1983.  Profesor de Istoria artelor plastice , pictura și desen la Liceul de Arte Plastice
```
                   I.Vieru din or. Chișinău.
```

1972 -1975. Colaborator științific inferior la Muzeul Național de Arte Plastice.

Principalele lucrări de cercetare în domeniul artelor plastice:
1.	Ilie Cojocaru. Editura ARC, 2006.
2.	Mihai Țăruș. Editura Timpul, 1990.
3.	Elena Bontea. Editura Timpul, 1985.
4.	Numeroase articole cu referință la arta plastică românească și universală   „Enciclopedia artei din RSSM” v.v. I și II – 1985 -1990. Tot acolo - articolul de fond: „Biserici și mănăstiri dim Moldova medievală”.
5.	Numeroase articole de cercetare a artei din R. Moldova și universale în reviste de profil: „Nauca i jizni”, „Arta”, „Știința”, „Studii române și aromâne” ș.a. la Chișinău, Moscova, Paris (1983-96) .
6.	Arta covoarelor vechi românești basarabene (Sec. 18- înc. sec. 20 )”. Studiu monongrafic confirmat de Consiliul științific al Institutului de Istoria și Teoria Artei al A.Ș. din R.Moldova. Chișinau 1995, (ne publicat) .   
7.	 „Hudojestvenno-morfologhiceskaja osnova moldavskogo narodnogo kovra VIII-XIX v.v..”. Avtoreferat dissertații, Moskva, 1991.
8.	„Istoria izobrazitelnogo iskusstva Moldavskoi SSR s drevneișih vremion do sovremennosti”.  Programă de curs la istoria artelor pentru facultățile de artă plastică din RSSM.  Edit. Universității de Stat, Chișinău 1987.

## Activitate pedagogicǎ
Angajat în domeniul pedagogiei din 1975, mai întâi  ca profesor școlar de arte plastice; din 1977- ca profesor de artă plastică și istoria artelor plastice la Liceul republican de arte plastice I.Vieru , apoi, din 1980 ca profesor universitar la Universitatea de arte, Universitatea Pedagogică și Universitatea Politehnică (ultima-prin cumul) din Chișinău. Mulți dintre discipolii săi au devenit de fapt primele cadre naționale cu titlu științific în domeniul studiului artelor din R. Moldova.

## Activitate publicisticǎ
Între 1974-97 a colaborat la ziare și reviste din R.Moldova ca: „Literatura și arta”, „Timpul”, „Nistru”, „Orizontul”, „Tinerimea Moldovei”,”Vecernij Ghișinjov”  și a. cu numeroase materiale   despre problemele actuale a artelor plastice din R.Moldova dar și cu referință la tezaurul artistic universal urmărind prin aceste materiale scopul de  cultivare sporită a interesului publicului larg  față de fenomenul artelor plastice, dar și a unui gust artistic mai elevat, decât acel impus pe timpuri de către oficialități. Din această cauză, multe dintre materialele sale au fost grosolan cenzurate ori interzise pentru publicare în genere, iar autorul era nevoit adeseori să se folosească de pseudonime ca: M.George, G. Grițac ș.a..